# Grégoire de Saint-Vincent
Grégoire de Saint-Vincent (Bruges, 22 de março de 1584 — Gante, 5 de junho de 1667) foi um religioso jesuíta e matemático flamengo.

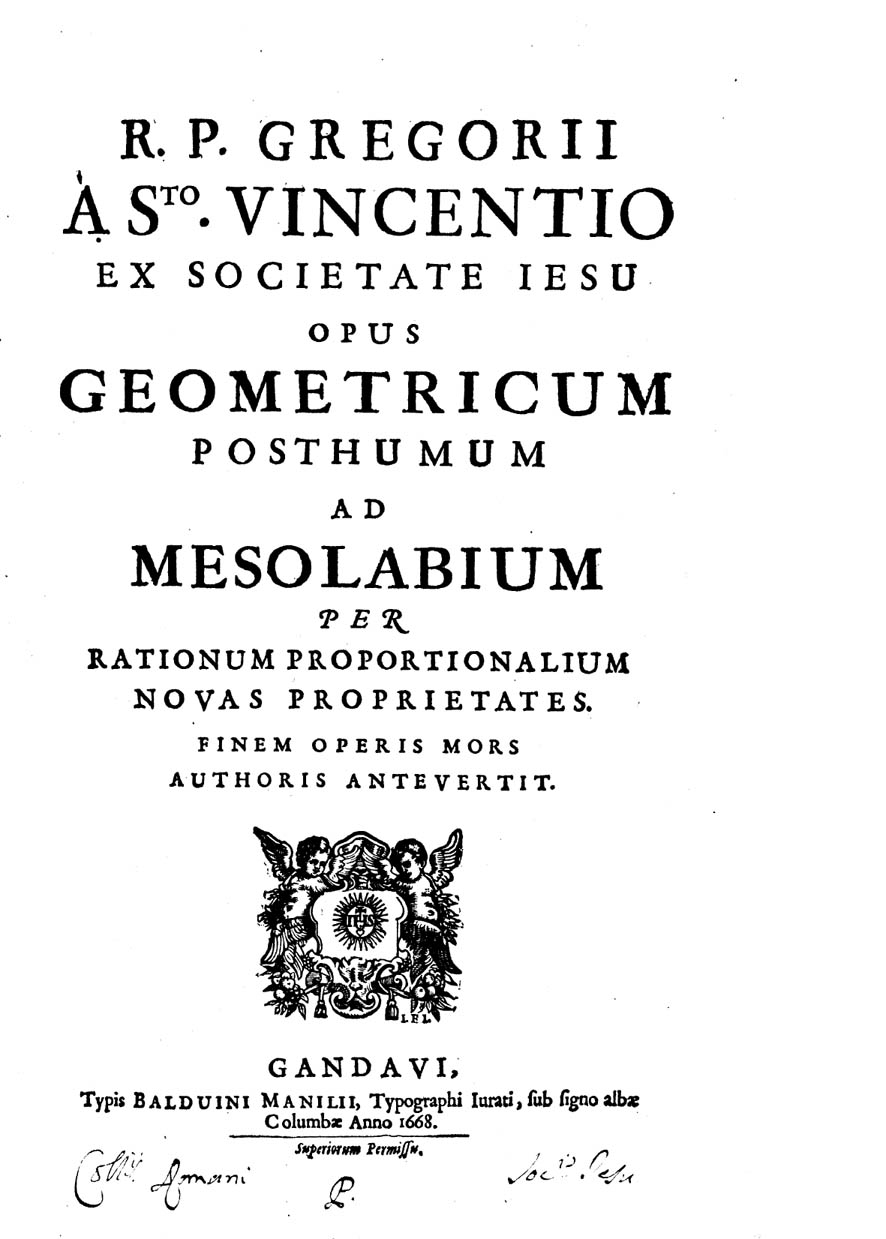
Opus geometricum posthumum, 1668

Saint-Vincent descobriu que a área sob uma hipérbole no intervalo a - b é a mesma que um intervalo c - d desde que a/b seja igual a c/d.